# Cercles étudiants de l'université libre de Bruxelles
Vous pouvez aider à l'améliorer ou bien discuter des problèmes sur sa page de discussion.
- Certaines informations devraient être mieux reliées aux sources mentionnées dans la bibliographie ou les liens externes. Améliorez sa vérifiabilité en les associant par des références. (Marqué depuis mars 2017)
- Il a besoin d'un nouveau plan. (Marqué depuis avril 2018)

Les cercles étudiants de l'ULB (ES-ULB) sont des associations, à l'origine folkloriques et culturelles, créées par les étudiants de l'Université libre de Bruxelles.
Aujourd'hui, la plupart des cercles de l'ULB sont des associations de fait ou des associations sans but lucratif reconnues par le Conseil administration de l'ULB, qui poursuivent bénévolement « des buts culturels, de défense des intérêts des étudiants et/ou de réunion des étudiants selon leurs affinités politiques ». Plus de 80 cercles étaient enregistrés par le Conseil d'administration de l'ULB en date du 16 octobre 2017.

## Cercles interfacultaires

### Historique

#### Premier essor auXIXesiècle
L'existence des premiers cercles étudiants à l'ULB, dont le nom est connu, remonte à 1847 avec la « Société des Adelphes ». Ces premiers cercles réunissaient au nom de « l'amitié » des étudiants qui consommaient rituellement de l'alcool, et utilisaient des couvre-chefs ou des titres pour se distinguer et se reconnaître,. L'introduction des rites et couvre-chefs serait influencée par les usages des sociétés estudiantines germaniques,.
En 1870, devant la multiplication « de petits cercles, de clubs vivant presque aux dépens les uns des autres », la Société générale des Étudiants de l'ULB est fondée. Le but affiché est de réunir tous les étudiants sans distinction afin d’aborder plus efficacement les « questions d’intérêts généraux ». Il s'agissait en outre d'affirmer le « caractère essentiellement libéral » de l’université et de combattre « le fanatisme clérical », principalement en organisant des conférences littéraires et scientifiques,,. En 1872, la Société Générale des Étudiants est prise malgré elle dans la « querelle clérico-libérale », qui polarise alors la société politique belge entre libéraux et catholiques sur la question de l'organisation de l'instruction primaire,. En 1880, à l'occasion du cinquantenaire de la naissance de la Belgique, la Société générale des Étudiants organise un congrès auquel « tous les étudiants » de Belgique sont invités pour débattre ensemble des questions les concernant. Il s'agit d'une tentative de rassembler les étudiants au-delà du clivage des « grandes questions politiques », puisque celles-ci sont prudemment évitées. L'association disparaît ensuite momentanément de 1885 à 1888, avant d'être définitivement supplantée par la Fédération des Cercles à partir de 1891, puis par l'Assemblée Générale des Étudiants de l'ULB (A.G.).
Fondée le 20 novembre 1897, l'A.G. a comme buts déclarés d'unir tous les étudiants de l'ULB « contre l'esprit étroit des cléricaux intolérants », de « défendre à l'Université le Libre-Examen », de « créer une vie universitaire » et de « représenter le corps estudiantin auprès des autorités académiques ». En 1907, l'A.G. aurait rassemblé près de 500 membres, et demandait à tous les étudiants de l'ULB de s'y inscrire instamment.
Parallèlement, les premiers cercles facultaires ou de section sont créés dès les années 1880.

#### Après la Seconde Guerre mondiale
En 1989, ceux-ci, une grande partie des cercles de section et le Cercle du Libre Examen (Librex) se sont réunis afin de coordonner leur action au sein d'une inter-facultaire nommée Association des cercles étudiants (l'ACE) qui découle de Association générale des étudiants (AG).
Ces cercles adhèrent au principe du libre examen ce qui leur donne une portée philosophique qui dépasse le cadre d'une simple association estudiantine.
Les activités organisées par ces cercles sont multiples : vente de supports de cours, dits syllabii, accueil des nouveaux, organisation de festivités (baptême, TD), de soirées conférences, de visites ainsi que de vacances.
En 2015, une plateforme administrative, nommée Plateforme des cercles étudiants (la PlaCE) et une association estudiantine, nommée Association inter-cercles (l'AIC) ont vu le jour afin d'informer les étudiants des règles au sein de l'établissement et de participer en consensus aux activités socio-culturelles de l'ULB.

### L'Association des cercles étudiants (ACE)
Créée en 1989, elle succède à l'Assemblée générale des étudiants (1887 à 1970) et à l'Association des cercles facultaires (1973 à 1989). Elle fédère les cercles à vocation folklorique de l'ULB. L'ACE est chargée de plus d'évènements interfacultaires comme :
- la Saint-Verhaegen avec son homologue néerlandophone la BSG;
- la coordination des baptêmes étudiants;
- un bal interfacultaire (la Nuit Théodore Verhaegen), en collaboration avec le cercle du Libre Examen, l'Ordre Théodore Verhaegen et l'Union des anciens étudiants.

L'ACE est aussi en charge de superviser les baptêmes étudiants.

#### Composition actuelle
Elle contient actuellement 14 administrateurs, ainsi que 31 cercles membres.

### L'Association Inter-Cercles (AIC)
Créée en 2015, elle rassemble les cercles et associations à buts politiques, sociaux et culturels. Elle compte une cinquantaine de cercle.

### Cercle du Libre Examen(Librex)
Créé en 1928, il promeut le principe du Libre examen au sein de l'Université. Il siège aussi au sein de l'ACE et de l'AIC.

## Cercles facultaires

### Cercle des sciences
Le Cercle des sciences (CdS) regroupe les étudiants de la faculté des sciences de l'ULB. Il est constitué en ASBL et fait partie de l'ACE.
Il fut créé en tant que Cercle des étudiants des facultés de sciences en 1888. Le premier cercle à l'avoir rejoint fut le Cercle Chimie. Il fut ensuite rejoint par le cercle médecine et pharma ainsi que par quelques étudiants en biologie, physique et mathématiques dont le nombre fut, à l'époque, négligeable. Le chant du cercle des sciences était le Tous unis vers le Cythère. En 1922, sous la présidence de Paul Vanderborght, il crée la première édition du recueil de chansons estudiantines nommé les fleurs du mâle. En 1933, le Cercle de médecine et le Cercle de pharmacie ont récupéré leurs étudiants de première candidature et ont pu créer leur propre cercle. Le cercle des sciences ne signifiant donc plus rien, devint le Cercle Chimie.
Le Chant des sciences reprend l'air de La Marseillaise de Claude Joseph Rouget de Lisle. Le cri du cercle reprend l'air du Toréador de Bizet.

### Cercle polytechnique
Le Cercle polytechnique (CP) regroupe les étudiants de la faculté des sciences appliquées de l'ULB. Il est constitué en ASBL et fait partie de l'ACE,.
Le CP fut fondé le 4 décembre 1884, ce qui en fit le premier cercle étudiant facultaire ulbiste. Le premier président se nommait Henri Michel. Les activités du CP furent suspendues durant la guerre 1914-1918. Le CP devient une ASBL en 1963.
Le CP est l'usufruitier de la maison Évariste Galois à Peyresq.
Le Chant de polytechnique reprend l'air de La Marche des sudistes ou When Johnny Comes Marching Home. Le cri du cercle remonte, quant à lui, aux années 1930. Les paroles Subito Crash viendraient d'un voyage en train dans l'Italie fasciste de Mussolini. Un étudiant aurait alors accroché son hamac aux conduites du circuit de freinage d'urgence du train, qui lâchèrent dès qu'il monta dans son hamac. À l'arrêt brutal du convoi, un garde fasciste a accouru auquel il tenta maladroitement d'expliquer que lorsqu'il s'était couché, « subito, crash » (« soudain, ça a cassé »).

### Cercle de médecine

Le caducée d'Esculape, logo du CM

Le Cercle de médecine de l'ULB (CM) est une association estudiantine folklorique regroupant les étudiants de la faculté de médecine de l'ULB,  ce qui comprend les carabins mais aussi les étudiants en médecine vétérinaire, en sciences biomédicales et en dentisterie. Il est constitué en association sans but lucratif et fait partie de l'Association des cercles étudiants,.
Fondé en 1891, il suit la création du Cercle polytechnique (CP) en 1884 et du Cercle des sciences (CdS) en 1890. Le plus ancien membre connu est G. Dufour, président en 1895. En 1896, l'Association des étudiants en médecine possède un local situé à la nouvelle cour de Bruxelles (place Fontainas) où il organise le bal de rentrée. En 1921, la Revue de médecine et pharmacie mentionne l'existence d'une bibliothèque et d'une salle de lecture destinée aux étudiants du Cercle de médecine et pharmacie. Les statuts du cercle du 12 mars 1924 montrent que le service édition, chargé de l’édition des cours, et le service journal, chargé de l'édition de l'Universitaire Médical (UM), étaient tous deux financièrement indépendants et largement autonomes, échappant formellement à l'autorité du président. En 1937, l’UM annonce la tenue le 27 novembre du « premier Thé dansant organisé par le CM » à la Maison des étudiants de 17h à 22h.
Le CM reprend dès 1945 ses activités, et relance l'UM en 1947.
Dans l'immédiat après-guerre, le Cercle va disposer d'un local situé Rue de Moscou à St-Gilles qui lui sera alloué par la mère d'un étudiant décédé pendant la guerre. Le Grand-Orient de Belgique lui offrira les vitraux qui ornaient les vitres du rez-de-chaussée. Quelques années plus tard, le Cercle va s'installer au " Coin perdu ", situé à l'angle de la Rue Montserrat et de la Rue aux Laines.
Dans les années 1960, le Cercle va commencer sa période la plus faste et se doter de sa "Maison Facultaire du Cercle de Médecine" (la MF) située à quelques mètres des bâtiments de la faculté de la Porte de Hal, au 162 de la Rue aux Laines. Il s'agit d'un bâtiment imposant disposant de quatre étages, le dernier étant occupé par le local technique des Presses du CM. Le Cercle va y disposer  d'un vrai bar, avec barman salarié temps plein et pompes à bières, qui sera ouvert tous les jours de 10h00 à 19h00. Il y disposera également d'un secrétariat et d'un magasin comportant une librairie médicale et le point de vente des cours du CM. La MF louait trois étages de locaux à une soixantaine de firmes pharmaceutiques, ce qui lui assurait un équilibre financier et avait même permis d'installer un ascenseur. Elle s'occupait également de la logistique de l'impression des cours du CM et fournissait au Cercle tous les locaux et les moyens dont il avait besoin. 
Dans les années 1970, les bals du CM étaient l’occasion d’inviter les stars de l’époque à se produire en début de soirée : Marie Laforêt (1972), Toots Thielemans, Guy Béart (1974), Nicoletta (1977), Claude Nougaro... Le chant des 80 chasseurs terminant le bal, de nombreuses chaises étaient régulièrement détruites, que ce soit au Hilton, au Sheraton ou au Métropole. 
Dans les années 1970 et 1980, le Cercle, avec le soutien de la MF va organiser à deux reprises le " Festival du Film Médical ", qui sera à chaque fois un important succès et une rentrée d'argent non négligeable.

Dans les années 1980, la prolifération des magasins de copy-service va porter un rude coup à l'impression des cours, car il est devenu moins cher d'acheter un exemplaire et puis de le photocopier pour plusieurs étudiants. Malheureusement, la MF a dû investir dans un nouveau matériel d'impression particulièrement onéreux et ne va plus pouvoir tenir financièrement. De plus, certaines firmes pharmaceutiques commencent à fusionner et le nombre des locaux qui leur étaient loués va progressivement diminuer, ce qui va petit à petit diminuer cet apport de rentrées. Après quelques demi-mesures, comme le non-renouvellement de la fonction de barman et la diminution des heures d'ouverture du bar, après près de vingt-cinq ans, la MF va s'arrêter et se déclarer en faillite. Le Cercle va ainsi perdre ses locaux et va déménager à deux pas, sur le Boulevard de Waterloo. Entretemps, le CA du Cercle, Cercle qui avait fondé la MF, va craindre que le Cercle soit entrainé dans la faillite. L' ASBL "Cercle de Médecine de l'ULB", va alors être dissoute pour éviter tout éventuel problèmes financiers qui auraient pu survenir dans le décours de cette faillite. Les étudiants qui étaient les administrateurs de l'ASBL "Cercle de Médecine" vont immédiatement fonder le " Cercle des étudiants en médecine de l'ULB ", dénomination que le Cercle va garder du 24 juin 1986 au 10 octobre 1991

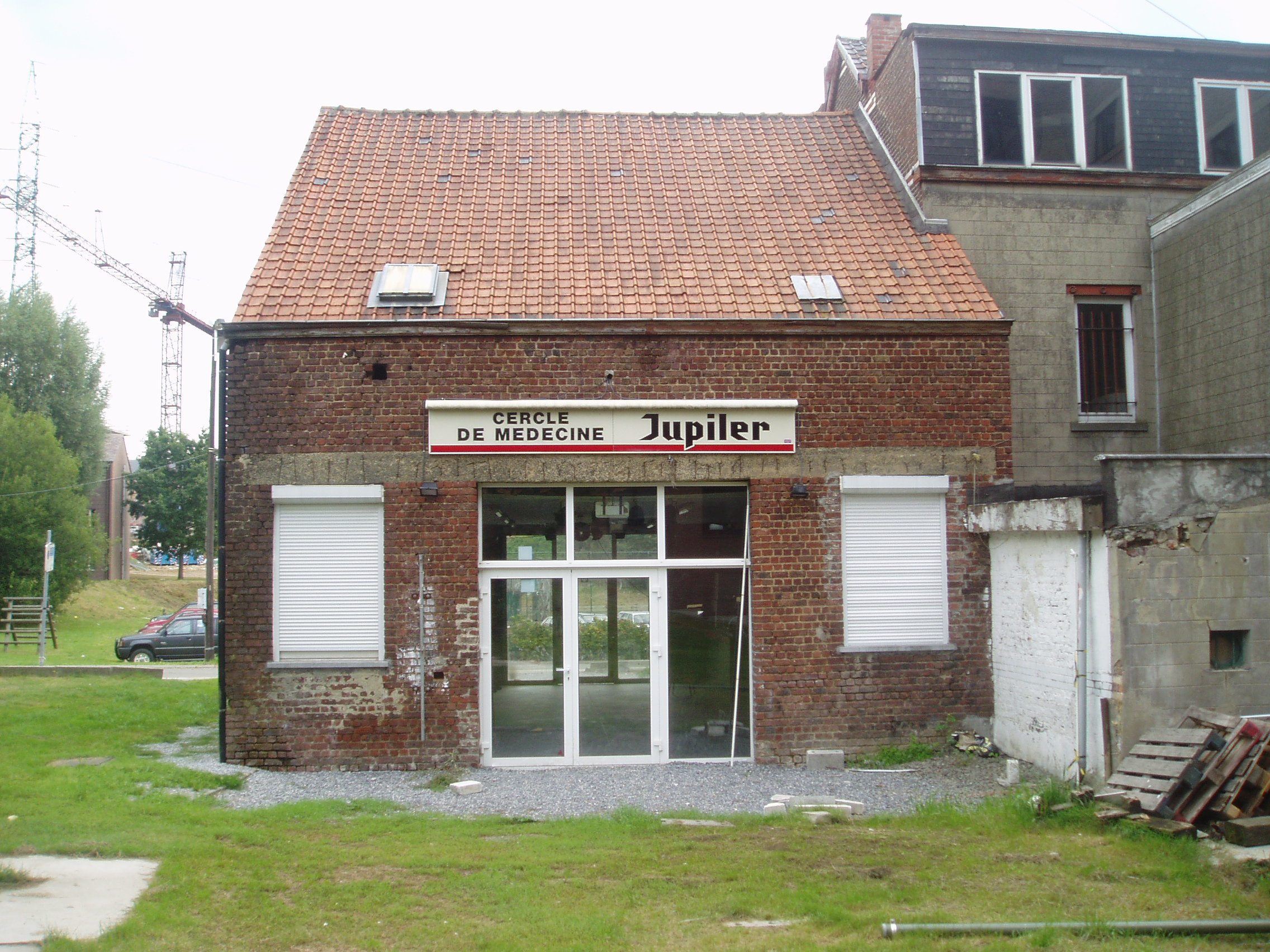
6, rue Meylenmeersh (détruit en 2008)

En 1991, la faculté déménagea à Anderlecht près de l'hôpital Erasme et les premiers travaux de la grange du 6, rue Meylemeersch démarrèrent. Pendant presque 15 ans le CM y organise guindailles et thés dansant. En février 2001, un incendie s'y déclare au cours d'un TD du Bureau étudiant de médecine, à cause du système électrique de la cuisine et se solde par la désaffectation de la moitié gauche du cercle et des étages. En 2005, le CM se voit attribuer un chapiteau en attendant la destruction du 6, rue Meylemeersch en février 2008.

### Cercle $olvay
Le Cercle Solvay (CS ou parfois plus folkloriquement C$) regroupe les étudiants issus de la Solvay Business School. Il est constitué en ASBL et fait partie de l'ACE,.

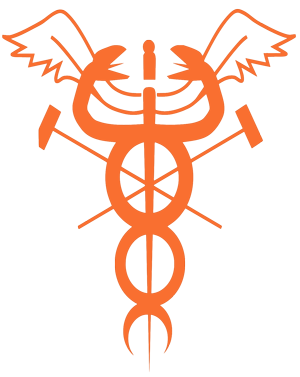
Logo du Cercle Solvay

 Le cercle commercial est fondé en 1905, à peine un an après la création de l’école de commerce Solvay. Ernest Solvay (1838-1922) est nommé président d’honneur du nouveau cercle. À l’origine les cercles facultaires se consacrent uniquement aux études. Un des premiers travaux du cercle sera d’œuvrer pour la reconnaissance du titre d’ingénieur de gestion. On estime que le changement de nom du cercle a eu lieu à la fin de la Première Guerre mondiale.
En 1959, le cercle prend le statut d’ASBL. Ce n’est qu’en 1966 que le cercle Solvay se verra attribuer une partie des caves du Janson. Pendant quelques années les caves ont servi de local administratif avant d’être transformées en 1977 en un bar avec musique et boissons. En 1972, sur 500 étudiants inscrits en ingénieur de gestion, 350 étaient membres du cercle. En 2001, ses membres sont plus de 700, dont 150 sont impliqués activement d’une manière ou d’une autre dans les activités du cercle.
À la suite de la fusion entre la Solvay Business School et la section Sciences Économiques, les deux cercles représentant les étudiants de ces entités sont fusionnés en 2009.

### Cercle de droit
Le Cercle de droit (CD) regroupe les étudiants qui sont principalement en faculté de droit et criminologie. Une partie des étudiants font partie du Cercle de droit mais ont ensuite changé de cursus et étudient à la faculté de sciences politiques ou autres. Ce cercle fait également partie de l'Association des cercles étudiants (ACE).
La date exacte de la création du CD est inconnue. Seules quelques références et indices sont disponibles au service des archives de l'ULB. Elles attestent de l'existence du Cercle à partir de 1884-1909 (Périodique).[réf. nécessaire]
Dans l'ouvrage L’Université de Bruxelles, 1884-1909[réf. souhaitée], chapitre Les Sociétés d’étudiants, il est fait mention d’un cercle de criminologie. Dans celui de 1909-1934[réf. souhaitée], d’un cercle de droit, philosophie et notariat.

### Cercle des étudiants en philosophie et sciences sociales
Le Cercle des étudiants en philosophie et sciences sociales de l'ULB (CPS) existe depuis 1969 et fait partie de l'ACE.[réf. nécessaire]

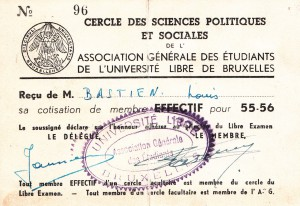
Carte de membre du CPS (1955-1956)

Il est le cercle de la Faculté de Philosophie et de sciences sociales.
Louis Bastien entre à l’ULB en Sciences politiques en 1955-1956 et se fait baptiser dans la foulée. L’année suivante, il devient président de la Fédération des Cercles wallons de l’ULB. Carte de membre de Cercle de Mr Bastien (année 55-56).
Il portait le nom de Cercle de des sciences Politiques et Sociales jusqu'en 2015, lors de la refonte de certaines faculté, créant ainsi la faculté de Philosophie et Sciences Sociales (PhiSoc), dont le CPS devint le cercle facultaire.

### Cercle de philosophie et lettres

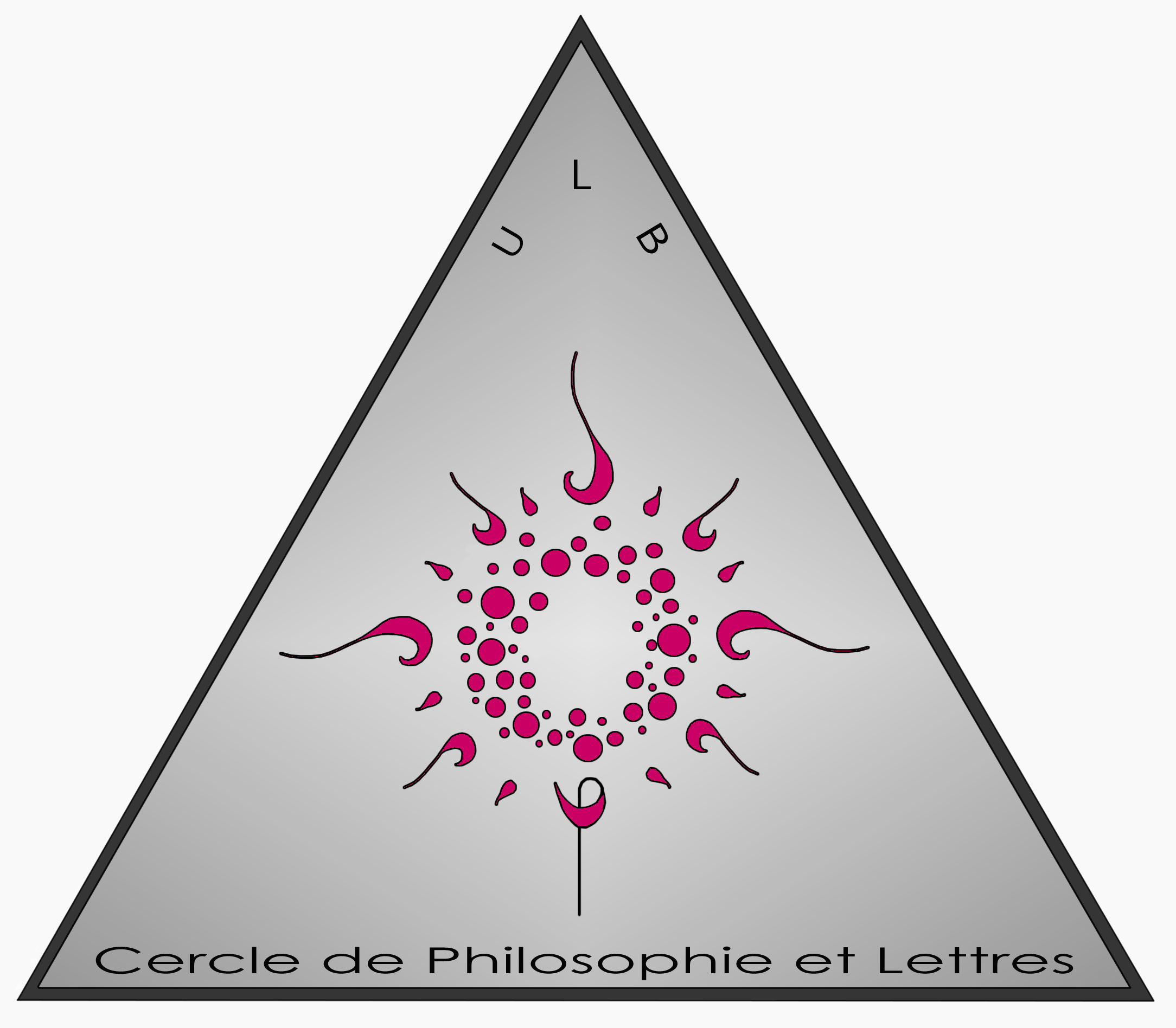
Triangle Philo

Le Cercle de philosophie et lettres de l'ULB (CPL) regroupe les étudiants de diverses sections d'ancienne Faculté de philosophie et lettres (Histoire, Philosophie, Histoire de l'art et archéologie,Communication, Journalisme, Traduction, Langues anciennes, Langues modernes,...) maintenant répartis dans la faculté de Philosophie et sciences sociales et le faculté de langues, lettres et communication. Il est constitué en ASBL et fait partie de l'ACE.
Le Cercle de philosophie et lettres (CPL) a été officiellement créé le 5 décembre 1934 à la suite d'une scission du Cercle de droit, de notariat et de philosophie et lettres qui regroupait jusque-là les étudiants des facultés de droit d'une part et de philosophie et lettre d'autre part. En effet, dans ce cercle commun, les sections issues de la faculté de philosophie et lettres avaient tellement peu d'importance qu'un désir d'autonomie vit le jour. À la suite d'un référendum, la décision de séparation se fit le 13 novembre 1934 et le 5 décembre 1934 que le CPL proclama officiellement sa création lors d'une réunion de l'AG.
Pendant environ 1 an, le Cercle de philo ne fut pas reconnu et c'est seulement en 1936 que le CPL fut accepté et pu commencer à organiser des bals, des concerts, des baptêmes, etc.
Jacques Pohl fut le premier président de cercle du CPL et devint professeur à l'ULB peu de temps après avoir fini ses études.